# Vanillylgroep

Algemene structuurformule van de vanillylgroep.

De vanillylgroep of vanilloylgroep is een functionele groep in de organische chemie, afgeleid van vanilline. Verwante verbindingen met een dergelijke groep in hun structuur zijn vanillinezuur, capsaïcine en vanillylamandelzuur.
Een aantal vanillylverbindingen, waaronder capsaïcine en nordihydrocapsaïcine, zijn in staat om te binden met bepaalde temperatuurgevoelige ionkanaaltjes (TRPA1 en TRPV1) in de celmembraan van temperatuurzintuigen. Dat is de reden waarom hete pepers een sterk prikkelend en branderig gevoel op de tong geven.